# Vitali Petrov
Vitali Aleksandrovitsj Petrov  (Russisch: Виталий Александрович Петров) (Vyborg, 8 september 1984) is een Russisch coureur. Hij draagt de bijnaam Vyborg Rocket. Petrov was de eerste Russische coureur in de Formule 1.
In 2010 en 2011 was Petrov coureur bij het Renault F1 Team. Hij werd hier na twee seizoenen ontslagen. Een maand voor de start van het Formule 1-seizoen van 2012 werd bekend dat hij Jarno Trulli mocht vervangen bij Caterham.

## Carrière
| Jaar | Kampioenschap                               | Team                 | Races | Wins | Poles | Podia | Punten  | Pos. |
| ---- | ------------------------------------------- | -------------------- | ----- | ---- | ----- | ----- | ------- | ---- |
| 2001 | Lada Cup Russia                             |                      |       |      |       |       |         |      |
| 2002 | Lada Cup Russia                             |                      |       |      |       |       |         | 1    |
| 2003 | Formula Renault 2000 UK Winter Championship | Eurotek              |       |      |       |       | 44      | 4    |
| 2003 | Formula Renault 2000 Italy                  | Euronova Junior Team | 12    | 0    | 0     | 0     | 12      | 19   |
| 2003 | Formula Renault 2000 Masters                | Euronova Racing      | 6     | 0    | 0     | 0     | 0       | —    |
| 2003 | Euro 3000                                   | Euronova Racing      | 1     | 0    | 0     | 0     | 0       | —    |
| 2004 | Formula Renault 2000 Italy                  | Euronova Junior Team | 4     | 0    | 0     | 0     | 2       | 28   |
| 2004 | Formula Renault 2000 Eurocup                | Euronova Junior      | 4     | 0    | 0     | 0     | 0       | —    |
| 2004 | Euro 3000                                   | Euronova Racing      | 1     | 0    | 0     | 0     | 0       | —    |
| 2004 | Lada Revolution Russia                      | Elex Polyus          |       |      |       |       |         | 2    |
| 2005 | Formula 1600 Russia                         | Art Line ProTeam     | 6     | 3    |       |       | 85 (93) | 1    |
| 2005 | Lada Revolution Russia                      | Maxmotor-Ulianovsk   | 14    | 9    | 4     | 11    | 109     | 1    |
| 2006 | Euroseries 3000                             | Euronova             | 5     | 1    | 0     | 5     | 50      | 3    |
| 2006 | GP2 Series                                  | DPR                  | 8     | 0    | 0     | 0     | 0       | 28   |
| 2006 | F3000 International Masters                 | Charouz Racing       | 2     | 1    | 1     | 1     | 0       | —    |
| 2007 | GP2 Series                                  | Campos GrandPrix     | 20    | 1    | 0     | 0     | 21      | 13   |
| 2007 | Formule Master                              | Euronova Racing      | 2     | 0    | 0     | 0     | 0       | —    |
| 2010 | Formule 1 in 2010                           | Renault F1 Team      | 19    | 0    | 0     | 0     | 27      | 13   |
| 2011 | Formule 1 in 2011                           | Lotus Renault GP     | 19    | 0    | 0     | 1     | 37      | 10   |
| 2012 | Formule 1 in 2012                           | Caterham F1 Team     | 20    | 0    | 0     | 0     | 0       | 19   |
| 2014 | DTM seizoen 2014                            | Mücke Motorsport     | /     | /    | /     | /     | /       | /    |

## GP2 resultaten
| Seizoen | Team             | No. | Races | Poles | Winst | Punten | Klassement |
| ------- | ---------------- | --- | ----- | ----- | ----- | ------ | ---------- |
| 2006    | DPR Direxiv      | 20  | 8     | 0     | 0     | 0      | 29°        |
| 2007    | Campos GrandPrix | 25  | 5     | 0     | 1     | 21     | 13°        |

## Formule 1-carrière
| Jaar/Jaren    | Team     |
| ------------- | -------- |
| 2010 t/m 2011 | Renault  |
| 2012          | Caterham |

|                       | 2010 | 2011 | 2012 | Totaal |
| --------------------- | ---- | ---- | ---- | ------ |
| Aantal races          | 19   | 19   | 20   | 58     |
| Aantal zeges          | 0    | 0    | 0    | 0      |
| Aantal pole-positions | 0    | 0    | 0    | 0      |
| Aantal snelste ronden | 1    | 0    | 0    | 1      |
| Aantal podiumplaatsen | 0    | 1    | 0    | 1      |
| Aantal WK-punten      | 27   | 37   | 0    | 64     |
| Eindstand WK          | 13   | 10   | 19   |        |

### Totale Formule 1-resultaten
- Races schuingedrukt betekent snelste ronde

| Seizoen | Inschrijving     | Chassis       | Motor                    | 1      | 2      | 3      | 4      | 5      | 6      | 7      | 8      | 9       | 10     | 11     | 12     | 13     | 14     | 15     | 16     | 17     | 18     | 19     | 20     | Pos | Punten |
| ------- | ---------------- | ------------- | ------------------------ | ------ | ------ | ------ | ------ | ------ | ------ | ------ | ------ | ------- | ------ | ------ | ------ | ------ | ------ | ------ | ------ | ------ | ------ | ------ | ------ | --- | ------ |
| 2010    | Renault F1 Team  | Renault R30   | Renault RS-27 2.4 V8     | BHR NF | AUS NF | MAL NF | CHN 7  | ESP 11 | MON 13 | TUR 15 | CAN 17 | EUR 14  | GBR 13 | GER 10 | HUN 5  | BEL 9  | ITA 13 | SIN 11 | JPN NF | KOR NF | BRA 16 | ABU 6  |        | 13  | 27     |
| 2011    | Lotus Renault GP | Renault R31   | Renault RS27-2011 2.4 V8 | AUS 3  | MAL 17 | CHN 9  | TUR 8  | ESP 11 | MON NF | CAN 5  | EUR 15 | GBR 12  | GER 10 | HUN 12 | BEL 9  | ITA NF | SIN 17 | JPN 9  | KOR NF | IND 11 | ABU 13 | BRA 10 |        | 10  | 37     |
| 2012    | Caterham F1 Team | Caterham CT01 | Renault RS27-2012 2.4 V8 | AUS NF | MAL 16 | CHN 18 | BHR 16 | ESP 17 | MON NF | CAN 19 | EUR 13 | GBR DNS | GER 16 | HUN 19 | BEL 14 | ITA 15 | SIN 19 | JPN 17 | KOR 16 | IND 17 | ABU 16 | USA 17 | BRA 11 | 19  | 0      |